# Хочево
Хочево (пол. Choczewo, нім. Chottschow, Gotendorf (1938-1945)) — село в Польщі, у гміні Хочево Вейгеровського повіту Поморського воєводства.
Населення — 1394 особи (2011).
У 1975-1998 роках село належало до Гданського воєводства.

## Демографія
Демографічна структура станом на 31 березня 2011 року:
|          | Загалом | Допрацездатний вік | Працездатний вік | Постпрацездатний вік |
| -------- | ------- | ------------------ | ---------------- | -------------------- |
| Чоловіки | 697     | 150                | 504              | 43                   |
| Жінки    | 697     | 147                | 437              | 113                  |
| Разом    | 1394    | 297                | 941              | 156                  |